# Haussy
Haussy ist eine französische Gemeinde mit 1.472 Einwohnern (Stand: 1. Januar 2022) im Département Nord in der Region Hauts-de-France. Sie gehört zum Arrondissement Cambrai und zum Kanton Caudry.

## Geographie
Die Gemeinde Haussy liegt im Südwesten der historischen Grafschaft Hennegau, etwa 15 Kilometer südsüdwestlich von Valenciennes und etwa 18 Kilometer ostnordöstlich von Cambrai. Durch die Gemeinde fließt die Selle. Umgeben wird Haussy von den Nachbargemeinden Verchain-Maugré im Norden, Vendegies-sur-Écaillon im Norden und Nordosten, Saint-Martin-sur-Écaillon im Nordosten, Vertain im Osten, Saint-Python im Süden, Saint-Vaast-en-Cambrésis im Südwesten, Saint-Aubert im Südwesten und Westen sowie Montrécourt im Westen und Nordwesten.

## Geschichte und Bevölkerungsentwicklung
Güter auch in "Halciacus" schenkte Kaiser Ludwig der Fromme 822 dem Kloster Saint-Amand bei Valenciennes (Regesta Imperii I, 757).
| Jahr                       | 1962 | 1968 | 1975 | 1982 | 1990 | 1999 | 2006 | 2013 | 2020 |
| Einwohner                  | 2011 | 1919 | 1785 | 1746 | 1623 | 1559 | 1547 | 1544 | 1514 |
| Quellen: Cassini und INSEE |      |      |      |      |      |      |      |      |      |

## Sehenswürdigkeiten
- Kirche Saint-Pierre aus dem Jahre 1849
- Motte  aus dem 11. Jahrhundert (Monument historique)
- Mühle Labbez
- Gutshof Hamel mit Taubenturm
- Alte Brauerei
- Kapelle

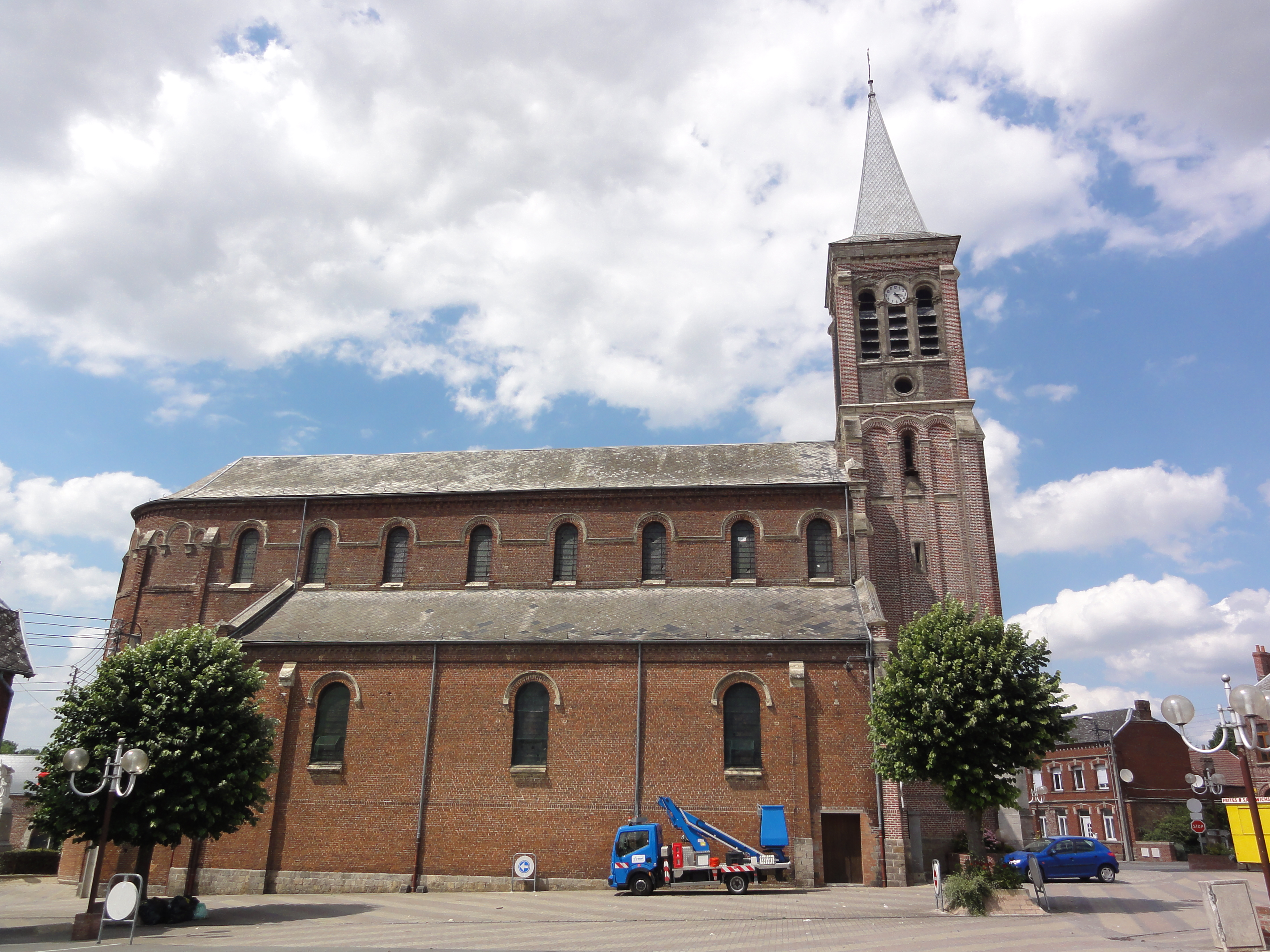
Kirche Saint-Pierre
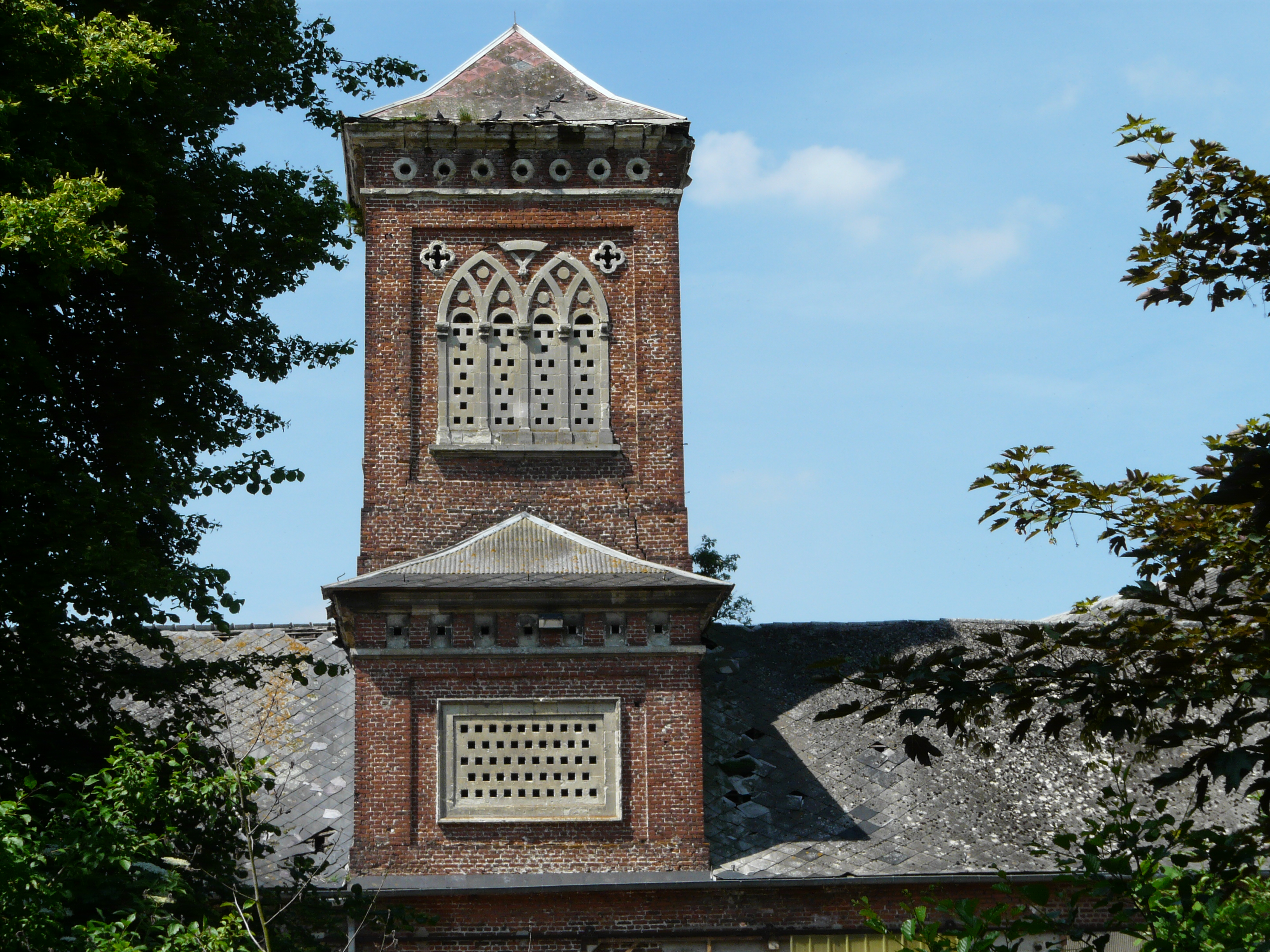
Taubenturm des Gutshofs Hamel
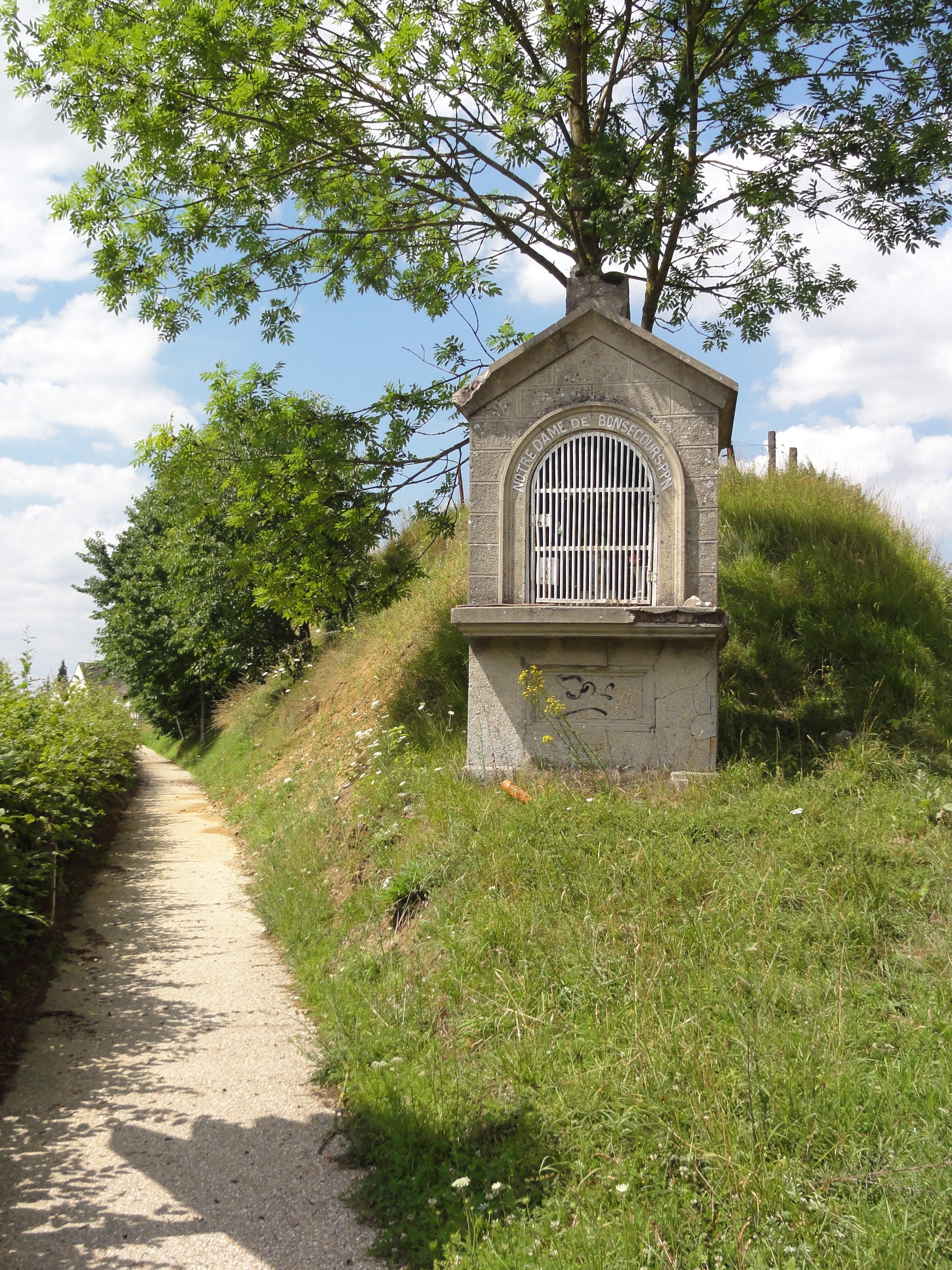
Kapelle Notre-Dame de Bon Secours